# Пентеракт
| Пентеракт                        | Пентеракт                     |
| -------------------------------- | ----------------------------- |
| Проекция пентеракта на плоскость |                               |
| Тип                              | Правильный пятимерный политоп |
| Символ Шлефли                    | {4,3,3,3}                     |
| 4-мерных ячеек                   | 10                            |
| Ячеек                            | 40                            |
| Граней                           | 80                            |
| Рёбер                            | 80                            |
| Вершин                           | 32                            |
| Вершинная фигура                 | 5-ячейник                     |
| Двойственный политоп             | 5-ортоплекс                   |

Пентеракт (англ. penteract) — пятимерный гиперкуб, аналог куба в пятимерном пространстве. Пентеракт имеет 32 вершины, 80 рёбер, 80 граней, 40 ячеек (кубов) и 10 4-мерных ячеек (тессерактов).
Слово «пентеракт» возникло путём комбинирования слов «тессеракт» и «пента» (от греч. πέντε — «пять»). Также может именоваться 5-гиперкуб, дека-5-топ или декатерон.

## Связанные политопы
Двойственное пентеракту тело - 5-ортоплекс, пятимерный аналог октаэдра.
Если применить к пентеракту альтернацию (удаление чередующихся вершин), можно получить однородный пятимерный многогранник, называемый полупентеракт, который является представителем семейства полугиперкубов.
Пентеракт можно рассматривать как замощение 4-мерной гиперсферы тессерактами.

## Геометрия
В прямоугольной системе координат пентеракт с длиной ребра равной 2 определяется как выпуклая оболочка точек (±1,±1,±1,±1,±1).
Пятимерный гиперобъём (мера) пентеракта со стороной длиной a рассчитывается по формуле: 

{\displaystyle V_{5}=a^{5}}
Четырёхмерный гиперобъём гиперповерхности пентеракта можно найти по другой формуле:

{\displaystyle V_{4}(hypersurface)=10a^{4}}
Радиус описанной гиперсферы:

{\displaystyle R={\frac {a{\sqrt {5}}}{2}}}
Радиус вписанной гиперсферы:

{\displaystyle r={\frac {a}{2}}}

## Визуализация
Пентеракт можно визуализировать либо параллельным, либо центральным проецированием. В первом случае обычно применяется косоугольная параллельная проекция, которая представляет собой 2 равных гиперкуба размерности n-1, один из которых может быть получен в результате параллельного переноса второго (для пентеракта это 2 тессеракта), вершины которых попарно соединены. Во втором случае обычно используют диаграмму Шлегеля, которая выглядит как гиперкуб размерности n-1, вложенный в гиперкуб той же размерности, у которых вершины также попарно соединены (для пентеракта проекция представляет собой тессеракт, вложенный в другой тессеракт).
Также применяются и другие способы проецирования.

## Изображения

Каркас (ортогональная проекция)
Изображение позволяет увидеть множество связанных кубов (40 штук)
- Вращающийся пентеракт